# Eparchia kaińska
Eparchia kaińska – jedna z eparchii Rosyjskiego Kościoła Prawosławnego, z siedzibą w Kujbyszewie. Należy do metropolii nowosybirskiej. Nazwa administratury nawiązuje do nazwy miasta Kujbyszewa sprzed 1935.
Erygowana przez Święty Synod Rosyjskiego Kościoła Prawosławnego 28 grudnia 2011 poprzez wydzielenie z eparchii nowosybirskiej i berdskiej. Obejmuje terytorium części rejonów obwodu nowosybirskiego. 
W 2012 w skład eparchii wchodziło 14 parafii, zgrupowanych w 3 dekanatach: centralnym, wschodnim i zachodnim. Na terenie administratury działał też męski skit.

## Biskupi kaińscy
- Teodozjusz (Czaszczin), 2012-2021[3][4]
- Włodzimierz (Biriukow), od 2023[5]